# Herbert Prohaska
Herbert Prohaska (Wenen, 8 augustus 1955) is een voormalig Oostenrijkse voetballer en voetbaltrainer. Hij behoort tot de grootste Oostenrijkse voetballers aller tijden. Tegenwoordig werkt Prohaska bij de televisieomroep ORF, als voetbalanalist.

## Spelersloopbaan
Prohaska begon zijn professionele carrière in 1972 bij FK Austria Wien. In acht jaar tijd won Prohaska met zijn club vier landstitels en drie keer de Beker van Oostenrijk. In 1980 vertrok hij naar Internazionale. In zijn tweede seizoen won hij met Internazionale de Supercopa. Daarna speelde hij bij AS Roma. Hiermee won hij in 1983 de Italiaanse landstitel. Na het behalen van deze titel keerde hij weer terug bij Austria Wien. Bij deze club beëindigde Prohaska zijn spelersloopbaan in 1989.
In 2003 werd Prohaska geselecteerd als de Golden Player van Oostenrijk door de Oostenrijkse voetbalbond als de beste voetballer van de afgelopen vijftig jaar. Prohaska werd in 1984, 1985 en 1988 uitgeroepen tot Oostenrijks voetballer van het jaar.

## Oostenrijks voetbalelftal
Op woensdag 13 november 1974 maakte Prohaska zijn debuut voor het Oostenrijks voetbalelftal; het betrof een vriendschappelijke wedstrijd tegen Turkije, die met 1-0 werd gewonnen door een vroege treffer van Josef Stering. Hij nam deel aan het WK '78 en aan het WK '82. Zijn laatste wedstrijd betrof een kwalificatiewedstrijd voor het WK van 1990 tegen IJsland. Hij speelde in totaal 83 interlands en wist daarin tien keer te scoren.
| Interlanddoelpunten | Interlanddoelpunten | Interlanddoelpunten | Interlanddoelpunten | Interlanddoelpunten | Interlanddoelpunten | Interlanddoelpunten | Interlanddoelpunten |
| #                   | Datum               | Locatie             | Tegenstander        | Goal(s)             | Score               | Uitslag             | Wedstrijd           |
| ------------------- | ------------------- | ------------------- | ------------------- | ------------------- | ------------------- | ------------------- | ------------------- |
| 1                   | 15/10/1975          | Wenen, Oostenrijk   | Luxemburg           | 80'                 | 6 – 2               | 6 – 2               | EK-kwalificatie     |
| 2                   | 15/12/1976          | Tel Aviv, Israël    | Israël              | 38'                 | 1 – 1               | 1 – 3               | Vriendschappelijk   |
| 3                   | 30/10/1977          | İzmir, Turkije      | Turkije             | 71'                 | 0 – 1               | 0 – 1               | WK-kwalificatie     |
| 4                   | 29/08/1979          | Wenen, Oostenrijk   | Noorwegen           | 46'                 | 2 – 0               | 4 – 0               | EK-kwalificatie     |
| 5                   | 26/09/1979          | Wenen, Oostenrijk   | Hongarije           | 17' (pen.)          | 1 – 0               | 3 – 1               | Vriendschappelijk   |
| 6                   | 26/09/1979          | Wenen, Oostenrijk   | Hongarije           | 58' (pen.)          | 2 – 0               | 3 – 1               | Vriendschappelijk   |
| 7                   | 17/06/1981          | Linz, Oostenrijk    | Finland             | 16'                 | 1 – 0               | 5 – 1               | WK-kwalificatie     |
| 8                   | 17/06/1981          | Linz, Oostenrijk    | Finland             | 18'                 | 2 – 0               | 5 – 1               | WK-kwalificatie     |
| 9                   | 17/11/1982          | Wenen, Oostenrijk   | Turkije             | 36' (pk)            | 3 – 0               | 4 – 0               | EK-kwalificatie     |
| 10                  | 02/05/1984          | Nicosia, Cyprus     | Cyprus              | 75'                 | 1 – 2               | 1 – 2               | WK-kwalificatie     |

## Trainerscarrière
Kort na het beëindigen van zijn spelersloopbaan, ging Prohaska als trainer aan de slag bij Austria Wien. Hij behaalde met deze club twee landstitels en won twee keer de Oostenrijkse beker. In 1993 werd hij bondscoach van de Nationalmannschaft. Hij plaatste zich met het Oostenrijkse elftal voor het WK '98 in Frankrijk. In 1999 nam hij ontslag na een desastreus verlies (9-0) tegen Spanje. Hij werkte nog een seizoen als trainer van Austria Wien, voordat hij aan de slag ging bij de ORF.

## Erelijst

### Austria Wien
Kampioen van Oostenrijk (7):

1976, 1978, 1979, 1980, 1984, 1985, 1986

Beker van Oostenrijk (4):

1974, 1977, 1980, 1986

### Internazionale
Coppa Italia (1):

1982

### AS Roma
Kampioen van Italië (1):

1983

### Austria Wien (trainer)
Kampioen van Oostenrijk (2):

1991, 1992

Beker van Oostenrijk (2):

1990, 1992

### Individueel
Golden Player (1):

2003

Oostenrijks voetballer van het jaar (3):

1984, 1985, 1988